# مدیریت پرستاری (مجله)
مدیریت پرستاری (به انگلیسی: Nursing Management)، مجله‌ای است در زمینه پرستاری که به صورت ماهنامه از سال ۱۹۹۴ پژوهش‌ها و مقالات پرستاری بالینی تا کاربردی در زمینه مدیریت پرستاری منتشر می‌کند. این مجله به وسیلهٔ کالج سلطنتی پرستاری انگلستان (Royal College of Nursing) منتشر می‌شود.